# 1680년의 대혜성
C/1680 V1, 1680년의 대혜성, 키르히 혜성, 뉴턴 혜성은 인류 역사에서 망원경으로 관측한 최초의 혜성이다. 이 혜성은 1680년 11월 14일 고트프리드 키르히(Gottfried Kirch)가 발견한 것으로 낮에도 관측이 가능하고 화려하고 큰 꼬리를 가져 17세기에서 가장 밝은 혜성이 되었다. 1680년 11월 30일 지구로부터 0.42AU 거리로 지나갔으며, 1680년 12월 18일에는 0.0062AU(93만 km)의 근일점에 도달해 가장 가까운 거리를 기록했고 이후 태양으로부터 멀어지면서 12월 29일 최대 밝기로 밝아졌다. 이 혜성은 1681년 3월 19일 마지막으로 관측되었다. 2014년 1월 기준으로, 혜성은 태양으로부터 252.1 AU 떨어져 있는 거리에 위치해 있다.
이 혜성은 최초 발견자 고트프리드 키르히의 이름을 따서 키르히 혜성이라고 부르는데, 상세한 정보를 남긴 사람은 예수회 수사 에우세비오 프란시스코 키노(Eusebio Francisco Kino)이다. 이탈리아 출신의 키노 수사는 1678년 예수회 수사 18명과 함께 제노바를 떠나 스페인 카디스로 향했다. 카디스에서 다시 신대륙으로 가는 배를 탈 예정이었는데, 풍랑을 만나고 선박 편을 얻지 못해 2년 동안 카디스에서 머물던 중 1680년 11월 어느 날 새벽 우연히 혜성을 목격하게 된다. 그러나 본격적으로 관측을 시작한 때는 혜성이 더 밝게 빛나고 초저녁에 나타나기 시작한 12월 23일부터다. 1681년 1월 29일 카디스를 떠나 아메리카로 향하던 키노 수사는 2월 중순까지 선상에서도 꾸준히 혜성을 관측했다. 90일이 넘는 항해 끝에 3월 5일 멕시코의 베라크루스에 도착한 키노 수사는 그 동안 수집한 혜성 자료를 정리하여 1681년 ‘혜성에 대한 천문학적 설명’(Exposición astronómica de el cometa)이라는 논문을 멕시코에서 출판했다. 이 논문에는 혜성의 궤도를 그린 지도가 첨부되어 있어서 신뢰도와 가치를 더하고 있다.

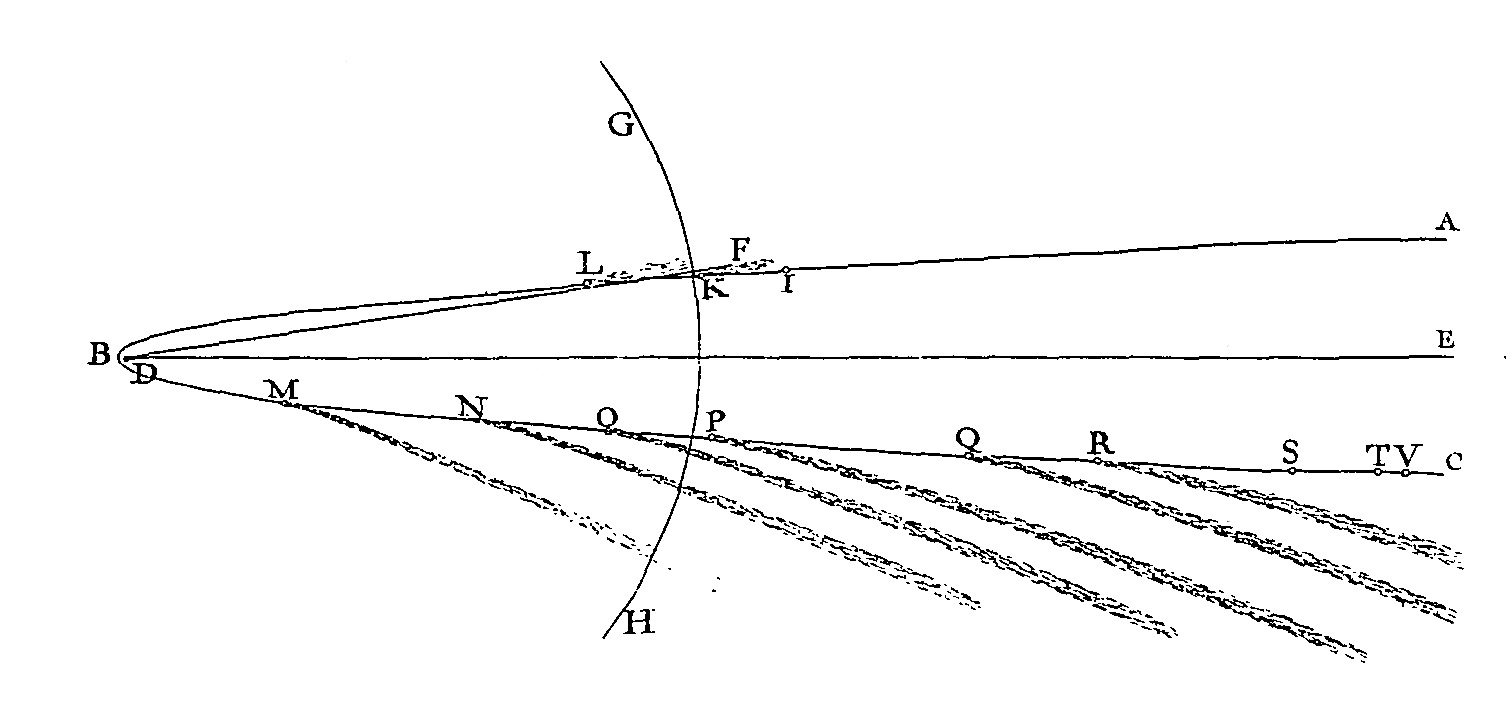
아이작 뉴턴의 프란키피아에서 그려진 1680년 대혜성의 포물선 궤도.

비록, 이 혜성은 선그레이징 혜성으로는 큰 혜성이었지만 크로이츠 혜성군에 포함하지는 않을 것이라고 추측하고 있다. 측면에서 나오는 광채는 아이작 뉴턴이 케플러의 법칙을 증명하는 데 사용한 것으로 유명하다.

## 같이 보기
- 핼리 혜성
- C/2012 S1 (아이손 혜성)